# Сонгололо
Сонгололо (фр. Songololo) — город и территория в провинции Центральное Конго Демократической Республики Конго. Расположен вблизи границы с Анголой, на высоте 301 м над уровнем моря.
В 2010 году население города по оценкам составляло 12 382 человек. Сонгололо является железнодорожным узлом на линии, связывающей океанский порт Матади со столицей Киншасой.
Территория делится на 5 секторов: Бамбома, Луима, Палабала, Кимпесе и Вомбо.